# Saison 2014-2015 d'Issy Paris Hand
Maillots
Chronologie
Saison 2013-2014 Saison 2015-2016
Actualités
Dernière mise à jour : 28 août 2015.

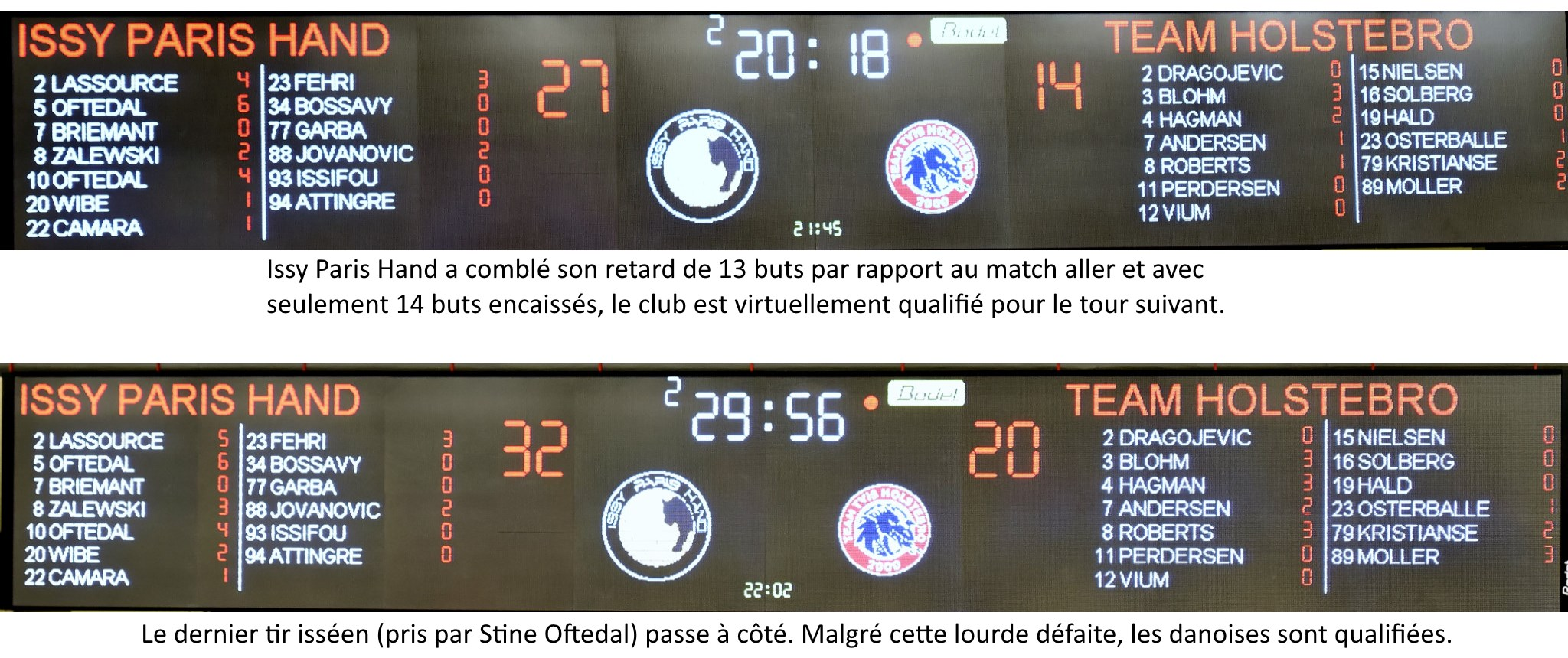
Score à deux moments clés lors de la rencontre de Coupe de l'EHF entre Issy Paris Hand et les danoises de Team Tvis Holstebro.A Coubertin, le 14 mars 2015.

Cet article détaille la saison 2014-2015 du club féminin de handball d'Issy Paris Hand.

## L'équipe
Note : Est indiqué comme étant en sélection nationale toute joueuse ayant participé à au moins un match avec une équipe nationale lors de la saison 2014-2015.

### Transferts
| Nom | Nom                  | Poste                | Provenance/Destination | Provenance/Destination            | Durée                |
|     |                      |                      | Arrivées               |                                   |                      |
|     | Hanna Bredal Oftedal | Arrière droite       |                        | Stabæk Håndball                   | 1 an                 |
|     | Marija Jovanović     | Arrière gauche       |                        | HC Astrakhanochka                 | 1 an                 |
|     | Jennifer Issifou     | Ailière gauche       |                        | Fleur Loiret Handball             | ??                   |
|     | Sophia Fehri         | Pivot                |                        | Issy Paris Hand N2                | ??                   |
|     | Doungou Camara       | Ailière gauche       |                        | Issy Paris Hand N2                | ??                   |
|     | Kalidiatou Niakaté   | Arrière gauche       |                        | Issy Paris Hand N2                | ??                   |
|     |                      |                      | Départs                |                                   |                      |
|     | Maryam Garba         | Gardienne de but     |                        | Issy Paris Hand N2                | ??                   |
|     | Rebecca Bossavy      | Ailière gauche       |                        | Handball Club Serris Val d'Europe | ??                   |
|     | Mariama Signaté      | Arrière gauche       |                        | Érd VSE                           | 1 an                 |
|     | Astride N'Gouan      | Pivot                |                        | Toulon Saint-Cyr Var Handball     | 1 an                 |
|     | Fanny Chatellet      | Gardienne de but     |                        | OGC Nice Côte d'Azur Handball     | 1 an                 |
|     | Fanta Keita          | Arrière droite       |                        | Stella Sports Saint-Maur          | 1 an                 |
|     | Amélie Goudjo        | Pivot                |                        | RK Krim                           | 1 an                 |
|     | Anne-Sophie Kpozé    | Arrière droite       | Fin de carrière        | Fin de carrière                   | Fin de carrière      |
|     | Charlotte Mordal     | Ailière gauche       | Maternité              | Maternité                         | Maternité            |
|     | Arnaud Gandais       | Entraîneur principal |                        | Issy Paris Hand                   | Directeur général    |
|     | Pablo Morel          | Entraîneur adjoint   |                        | Issy Paris Hand                   | Entraîneur principal |
|     |                      |                      | Prolongations          |                                   |                      |
|     | Lesly Briemant       | Ailière droite       |                        |                                   | 1 an                 |
|     | Pernille Wibe        | Pivot                |                        |                                   | 1 an                 |
|     | Stine Bredal Oftedal | Demi-centre          |                        |                                   | 1 an                 |

## Parcours en championnat de D1

### Saison régulière
| Journée | Date       | Club recevant                 | Score   | Club visiteur                 | Classement | Rapport          |
| MATCHS ALLERS |            |                               |         |                               |            |                  |
| J1 | 05.09.2014 | Metz Handball                 | 36 - 27 | Issy Paris Hand               | 9e         | Feuille de match |
| J2 | 14.09.2014 | Issy Paris Hand               | 31 - 23 | Union Mios Biganos-Bègles     | 5e         | Feuille de match |
| J3 | 19.09.2014 | Toulon Saint-Cyr Var Handball | 26 - 30 | Issy Paris Hand               | 5e         | Feuille de match |
| J4 | 26.09.2014 | Issy Paris Hand               | 31 - 24 | OGC Nice Côte d'Azur Handball | 4e         | Feuille de match |
| J5 | 30.09.2014 | Nantes Loire Atlantique HB    | 24 - 27 | Issy Paris Hand               | 4e         | Feuille de match |
| J6 | 19.10.2014 | Issy Paris Hand               | 25 - 24 | Cercle Dijon Bourgogne        | 4e         | Feuille de match |
| J7 | 24.10.2014 | Havre Athletic Club Handball  | 28 - 28 | Issy Paris Hand               | 2e         | Feuille de match |
| J8 | 29.10.2014 | Issy Paris Hand               | 25 - 27 | Fleury Loiret Handball        | 3e         | Feuille de match |
| J9 | 01.11.2014 | Handball Cercle Nîmes         | 27 - 35 | Issy Paris Hand               | 3e         | Feuille de match |
| MATCHS RETOURS |            |                               |         |                               |            |                  |
| J10 | 12.11.2014 | Issy Paris Hand               | 28 - 24 | Metz Handball                 | 2e         | Feuille de match |
| J11 | 18.01.2015 | Union Mios Biganos-Bègles     | 27 - 33 | Issy Paris Hand               | 2e         | Feuille de match |
| J12 | 25.01.2015 | Issy Paris Hand               | 23 - 19 | Toulon Saint-Cyr Var Handball | 2e         | Feuille de match |
| J13 | 04.02.2015 | OGC Nice Côte d'Azur Handball | 22 - 21 | Issy Paris Hand               | 2e         | Feuille de match |
| J14 | 14.01.2015 | Issy Paris Hand               | 31 - 23 | Nantes Loire Atlantique HB    | 2e         | Feuille de match |
| J15 | 27.02.2015 | Cercle Dijon Bourgogne        | 23 - 27 | Issy Paris Hand               | 2e         | Feuille de match |
| J16 | 04.03.2015 | Issy Paris Hand               | 29 - 28 | Havre Athletic Club Handball  | 2e         | Feuille de match |
| J17 | 29.03.2015 | Fleury Loiret Handball        | 31 - 24 | Issy Paris Hand               | 2e         | Feuille de match |
| J18 | 01.04.2015 | Issy Paris Hand               | 25 - 24 | Handball Cercle Nîmes         | 2e         | Feuille de match |
| Issy Paris Hand termine deuxième de la saison régulière. Le club est directement qualifié pour les demi-finales du championnat. |            |                               |         |                               |            |                  |

| → Légende : | Victoire |  |  | Nul |  |  | Défaite |  |  | Score du club |  | : diffusion TV |  |

### Play-offs
| Tour                                         | Date       | Club recevant          | Score    | Club visiteur          | Rapport          |
| 1/2                                          | 13.05.2015 | Metz Handball          | 33 - 27  | Issy Paris Hand        | Feuille de match |
| 1/2                                          | 20.05.2015 | Issy Paris Hand        | 27 - 21* | Metz Handball          | Feuille de match |
| Finale                                       | 27.05.2015 | Issy Paris Hand        | 21 - 22  | Fleury Loiret Handball | Feuille de match |
| Finale                                       | 31.05.2015 | Fleury Loiret Handball | 30 - 24  | Issy Paris Hand        | Feuille de match |
| Issy Paris Hand est vice-champion de France. |            |                        |          |                        |                  |

* Les deux matchs ayant une différence de buts identiques, c'est Issy Paris Hand qui remporte le duel selon la règle du plus grand nombre de buts marqués à l'extérieur.

### Buts marqués par journée
Ce graphique représente le nombre de buts marqués lors de chaque journée du championnat.

Total de 599 buts en 22 matchs (soit 27,2 buts/match)

## Parcours enCoupe de France
| Tour                                                                                         | Date       | Club recevant              | Score   | Club visiteur   | Rapport          |
| Les clubs de LFH sont exemptés de tours préliminaires et n'entrent qu'en huitièmes de finale |            |                            |         |                 |                  |
| 1/8                                                                                          | 10.01.2015 | Nantes Loire Atlantique HB | 32 - 27 | Issy Paris Hand | Feuille de match |
| Issy Paris Hand est éliminé en huitièmes de finale.                                          |            |                            |         |                 |                  |

## Parcours enCoupe de la Ligue
| Tour                                        | Date       | Club recevant                 | Score   | Club visiteur                      | Rapport          |
| Exempté de tour préliminaire                |            |                               |         |                                    |                  |
| 1/4                                         | 19.02.2014 | Toulon Saint-Cyr Var Handball | 22 - 24 | Issy Paris Hand                    | Feuille de match |
| 1/2                                         | 20.02.2014 | Issy Paris Hand               | 23 - 28 | Union Mios Biganos-Bègles Handball | Feuille de match |
| Issy Paris Hand est éliminé en demi-finale. |            |                               |         |                                    |                  |

## Statistiques individuelles
Le tableau ci-dessous regroupe les statistiques des joueuses durant la saison 2014-2015 compilées d'après les feuilles de matchs officielles de la  Fédération française de handball,, et de la Fédération européenne de handball. Les matchs de pré-saison ne sont pas compris.
Mis à jour le 03/06/2015
| No | Joueuse               | Championnat | Championnat | Championnat | Championnat | Championnat | Championnat | Coupe de France | Coupe de France | Coupe de France | Coupe de France | Coupe de France | Coupe de la Ligue | Coupe de la Ligue | Coupe de la Ligue | Coupe de la Ligue | Coupe de la Ligue | Coupe de l'EHF | Coupe de l'EHF | Coupe de l'EHF | Coupe de l'EHF | Coupe de l'EHF |
| No | Joueuse               | MJ          |             | 7 m         |             |             |             | MJ              |                 | 7 m             |                 |                 | MJ                |                   | 7 m               |                   |                   | MJ             |                | 7 m            |                |                |
| -- | --------------------- | ----------- | ----------- | ----------- | ----------- | ----------- | ----------- | --------------- | --------------- | --------------- | --------------- | --------------- | ----------------- | ----------------- | ----------------- | ----------------- | ----------------- | -------------- | -------------- | -------------- | -------------- | -------------- |
| 94 | Armelle Attingré      | 22          | 1           | 0           | 0           | 0           | -           | 1               | 0               | 0               | 0               | 0               | 2                 | 0                 | 0                 | 0                 | 0                 | 6              | 0              | n.r*           | 0              | 0              |
| 23 | Cassandra Bekono      | 6           | 1           | 0           | 0           | 0           | -           | 0               | 0               | 0               | 0               | 0               | 0                 | 0                 | 0                 | 0                 | 0                 | 0              | 0              | n.r            | 0              | 0              |
| 34 | Rebecca Bossavy       | 11          | 2           | 0           | 0           | 0           | -           | 1               | 1               | 0               | 0               | 0               | 2                 | 0                 | 0                 | 0                 | 0                 | 3              | 0              | n.r            | 0              | 0              |
| 7  | Lesly Briemant        | 8           | 3           | 0           | 0           | 0           | -           | 0               | 0               | 0               | 0               | 0               | 0                 | 0                 | 0                 | 0                 | 0                 | 2              | 1              | n.r            | 0              | 0              |
| 22 | Doungou Camara        | 16          | 10          | 0           | 4           | 12          | -           | 1               | 0               | 0               | 1               | 0               | 2                 | 3                 | 0                 | 1                 | 1                 | 6              | 3              | n.r            | 2              | 5              |
| 84 | Melvine Deba          | 1           | 0           | 0           | 0           | 0           | -           | 0               | 0               | 0               | 0               | 0               | 0                 | 0                 | 0                 | 0                 | 0                 | 0              | 0              | n.r            | 0              | 0              |
| 23 | Sophia Fehri          | 13          | 7           | 0           | 3           | 9           | -           | 1               | 1               | 0               | 0               | 0               | 2                 | 3                 | 0                 | 1                 | 1                 | 6              | 6              | n.r            | 1              | 3              |
| 77 | Maryam Garba          | 22          | 0           | 0           | 0           | 0           | -           | 1               | 0               | 0               | 0               | 0               | 2                 | 0                 | 0                 | 0                 | 0                 | 6              | 0              | n.r            | 0              | 0              |
| 93 | Jennifer Issifou      | 22          | 13          | 0           | 1           | 6           | -           | 1               | 0               | 0               | 1               | 2               | 2                 | 3                 | 0                 | 1                 | 3                 | 6              | 4              | n.r            | 2              | 0              |
| 88 | Marija Jovanović      | 19          | 120         | 31          | 12          | 9           | 1           | 1               | 7               | 3               | 0               | 0               | 2                 | 0                 | 0                 | 0                 | 0                 | 6              | 30             | n.r            | 1              | 1              |
| 2  | Coralie Lassource     | 22          | 61          | 0           | 12          | 14          | -           | 1               | 2               | 0               | 0               | 0               | 2                 | 4                 | 0                 | 2                 | 2                 | 6              | 21             | n.r            | 4              | 5              |
| 24 | Déborah Lassource     | 3           | 0           | 0           | 1           | 1           | -           | 0               | 0               | 0               | 0               | 0               | 0                 | 0                 | 0                 | 0                 | 0                 | 0              | 0              | n.r            | 0              | 0              |
| 15 | Kalidiatou Niakaté    | 10          | 32          | 0           | 7           | 4           | -           | 0               | 0               | 0               | 0               | 0               | 0                 | 0                 | 0                 | 0                 | 0                 | 1              | 0              | n.r            | 0              | 0              |
| 10 | Hanna Bredal Oftedal  | 22          | 88          | 9           | 8           | 8           | -           | 1               | 0               | 0               | 0               | 0               | 2                 | 6                 | 2                 | 0                 | 0                 | 6              | 21             | n.r            | 3              | 4              |
| 5  | Stine Bredal Oftedal  | 22          | 131         | 13          | 0           | 2           | -           | 1               | 8               | 0               | 0               | 0               | 2                 | 15                | 3                 | 0                 | 0                 | 6              | 42             | n.r            | 0              | 0              |
| 6  | Océane Sercien-Ugolin | 2           | 0           | 0           | 0           | 0           | -           | 0               | 0               | 0               | 0               | 0               | 0                 | 0                 | 0                 | 0                 | 0                 | 0              | 0              | n.r            | 0              | 0              |
| 13 | Angélique Spincer     | 14          | 12          | 0           | 0           | 2           | -           | 1               | 0               | 0               | 0               | 0               | 2                 | 0                 | 0                 | 0                 | 0                 | 4              | 1              | n.r            | 0              | 0              |
| 20 | Pernille Wibe         | 22          | 67          | 0           | 12          | 17          | 1           | 1               | 5               | 0               | 1               | 0               | 2                 | 5                 | 1                 | 1                 | 0                 | 6              | 14             | n.r            | 3              | 2              |
| 8  | Karolina Zalewski     | 17          | 51          | 4           | 3           | 5           | -           | 1               | 3               | 0               | 0               | 0               | 2                 | 8                 | 0                 | 0                 | 0                 | 6              | 18             | n.r            | 2              | 0              |

* n.r = non renseigné sur les feuilles de matchs

## Parcours européen
À la fin de la saison régulière de la saison 2013-14, le Metz Handball était premier du championna, s'octroyant ainsi une qualification en Coupe de l'EHF. Mais en étant finalement championn de France, le club messin s'est qualifié d'office pour la Ligue des champions. Finalistes, les Isséennes héritent de la place en Coupe de l'EHF.
| Compétition                                      | Tours                           | Opposants                       | Allers                          | Allers                          | Retours                         | Retours                         | Totaux                          | Rapports                        |
| Coupe de l'EHF                                   | Exempté des deux premiers tours | Exempté des deux premiers tours | Exempté des deux premiers tours | Exempté des deux premiers tours | Exempté des deux premiers tours | Exempté des deux premiers tours | Exempté des deux premiers tours | Exempté des deux premiers tours |
| Coupe de l'EHF                                   | 3e tour                         | Ankara Yenimahalle BSK          | 15.11.2014                      | 26 - 23                         | 23.11.2014                      | 23 - 22                         | 48 - 46                         | Rapport                         |
| Coupe de l'EHF                                   | Huitièmes de finale             | HC Dunărea Brăila               | 14.02.2015                      | 30 - 26                         | 15.02.2015                      | 25 - 24                         | 54 - 51                         | Rapport                         |
| Coupe de l'EHF                                   | Quarts de finale                | Team Tvis Holstebro             | 8.03.2015                       | 40 - 27                         | 13.03.2015                      | 32 - 20                         | 59 - 60                         | Rapport                         |
| Issy Paris Hand est éliminé en quarts de finale. |                                 |                                 |                                 |                                 |                                 |                                 |                                 |                                 |